# Зоолошки врт Триполи
Зоолошки врт Триполи је зоолошки врт и ботаничка башта у Триполију, Либија. Смештен је јужно од градског центра Триполија и одмах поред Тарабулус Зоо парка, то је велики резерват биљака, дрвећа и отворених зелених површина и највећи је зоолошки врт у земљи.

## Либијски грађански рат
Зоолошки врт је морао да буде затворен из безбедносних разлога услед Рата у Либији, како су многе животиње све више и више биле трауматизоване и узнемирене. Након свргавања са власти Муамера Гадафија, Би-Би-Си је објавио кратак филм у којем су детаљно приказани проблеми са којима се зоо врт сада суочава, са недостатком новца за исхрану животиња, крхким системом безбедности. Како Би-Би-Си тврди, животиње су полако почеле да се опорављају и враћају у нормалу.